# Молитва, ђурђевдански обред
Ђурђевдански сусрети — Молитва под Миџором (Ђурђевданска молитва) је обичајна пракса која се изводи једном годишње у селу Вртовац, на Старој планини, на Ђурђевдан. Тада се чланови заједнице окупљају на колективној сеоској слави - заветној молитви.
Ђурђевдан је сеоска слава села Вртовац и празник који најављује буђење природе и благостање села и околине. Свети Ђорђе се, између осталог, сматра и заштитником сточара. Ово је један од највеселијих празника у општини Књажевац и за њега је везан велики број обичаја.
Овај обред се налази на листи нематеријалног културног наслеђа Србије.

## Обред
Централно место у обављању радњи које су саставни део овог пролећног обичаја има домаћин, колачар, кога сваке године бира заједница. Колачар у име заједнице приноси жртву испред каменог крста у капели (ћелији), обавља молитву и са планинком, коју такође бира заједница, ломи обредни хлеб. Посебност овог несвакидашњег обичаја огледа се у разноликости и броју светковина које се обележавају непосредно и за време једне од највећих српских крсних слава – Светог Ђорђа.

## Обредни ритуали
Савље у Вртовцу почиње у петак пре Ђурђевдана, када људи из села беру лековито биље са обронака Старе планине, верујући да ће се снага биља пренети и на људе и стоку. Од ових биљака плету се и чувени Ђурђевдански венчићи.

### Колачар и Планинка
Сваке године бира се домаћин, који се назива колачар и који приноси жртву, молитву и надаље се стара о религијском садржају ритуала. Такође се се бира и планинка, жена која колачару помаже при обреду. Планинка је богато окићена разним биљем и према веровању, треба да представља дух природе и сматра се чуварем прераде млека.

### Испаша
У рану зору 6. маја, на дан крсне славе, домаћини потерају своја стада на место где је трава добра и бујна. Када се врате са испаше, пастире сачекају жене које им дају венац да кроз њега симболично помузу овцу. Тога дана се и ритуално први пут у години коље јагње које се назива ђурђилче.

### Ђурђилче
Пре обреда домаћин стави јагњету венчић око врата, упали свећу на десном рогу и да му мало соли да полиже. Затим се прекрсти, три пута окади и помоли Богу, уз речи: „Не кољем те ја, него Ђурђевдан!“ Ђурђилче заправо представља жртву које се у име села ритуално приноси код заветног каменог крста у ћелији (капели посвећеној Светом Ђорђу), на месту званом Калават.

### Заветни крст
Специфичност овог ритуала је и то што је на каменом крсту рељефно приказан лик древног прехришћанског божанства „Трачког хероса“ на коњу, који је од времена примања хришћанства трансформисан у лик Светог Ђорђа.

### Обредни хлеб
За овај пролећни празник припрема се славски колач, који у свакој кући обредно ломе домаћин славе и свештеник или најстарији гост. У ћелији колач ломе домаћин колачар заветне славе и планинка, изабрана жена.

## Социолошки значај
Ђурђевданска молитва, као домен друштвених обичаја, ритуала и свечаних догађаја садржи сегмент из праксе приношења колективне жртве, аспект гошћења и организовања колективне прославе и практикује га становништво села Вртовац у околини Књажевца, у источној Србији. Овај прастари обичај сваке године окупи не само велики број мештана, већ и знатижељних туриста који са великом пажњом испрате сваки сегмент овог несвакидашњег догађаја.

## Етно фестивал
У Вртовцу се традиционално на Ђурђевдан организује и етно фестивал „Ђурђевдански сусрети – Молитва под Миџором”, а у оближњем селу Балта Бериловац чобанске игре и припрема традиционалног јела из Источне Србије – белмужа. Ове манифестације огледају се у различитим атрактивним фолклорним представама, као и изворним кулинарским специјалитетима.
Манифестација „Ђурђевдански сусрети-Молитва под Миџором“ од 2000-те године негује традиционална обележја старопланинског подручја. Први део Манифестације организује се 6. маја у селу Вртовац, на месту званом Калават, уз поштовање свих старих обичаја у присуству свештеника. Наредног дана, 7. маја, одржава се Етно фестивал у селу Балта Бериловац.
Манифестација обухвата надметање такмичара у 10 категорија. Na манифестацији наступају и Фолклорни ансамбли из околине.